# Petru Pașalî
Petru Pașalî este un politician găgăuz din Republica Moldova, care a deținut funcția de președinte al Adunării Populare din UTA Gagauz-Yeri în perioada 1995-1999.

## Activitatea politică
Petru Mihailovici Pașalî (în alfabetul chirilic: Петр Михайлович Пашалы) s-a născut în actuala Regiune Autonomă Găgăuzia. Este doctor în științe sociale la Institutul de Etnologie și Antropologie din Chișinău.
În octombrie 1995, Petru Pașalî a fost ales în funcția de președinte al UTA Gagauz-Yeri în perioada 1995-1999. Odată cu pierderea alegerilor de către bașcanul Găgăuziei, Gheorghe Tabunșcic, a fost ales un nou președinte al legislativului găgăuz în persoana lui Mihail Kendighelean.
În prezent, Petru Pașalî deține funcția de director al Filialei Găgăuzia a Camerei de Comerț și Industrie a Republicii Moldova, cu reședința în municipiul Comrat.
La 11 octombrie 2005, președintele Vladimir Voronin i-a acordat lui Piotr Pașalî Medalia "Meritul Civic", pentru muncă îndelungată și prodigioasă în organele administrației publice, contribuție la dezvoltarea relațiilor economice și comerciale externe și activitate organizatorică și obștească intensă.